# (69295) Stecklum
(69295) Stecklum est un astéroïde de la ceinture principale.

## Description
(69295) Stecklum est un astéroïde de la ceinture principale. Il fut découvert le 2 octobre 1991 à Tautenburg par Lutz Dieter Schmadel et Freimut Börngen. Il présente une orbite caractérisée par un demi-grand axe de 3,22 UA, une excentricité de 0,20 et une inclinaison de 14,2° par rapport à l'écliptique.

## Compléments